# Rust roest (televisieserie)
Rust roest is een Nederlandse zevendelige komedieserie van de NCRV uit 1989.
De serie gaat over de belevenissen van een groep senioren die tegen hun wil in het bejaardentehuis Avondrust wonen. Opgestookt door de misdadiger Jacques le Blanc/Jaap de Wit, beramen de senioren een bankoverval om zo hun familie te laten zien dat ze nog niet afgeschreven zijn.

## Rolverdeling
| Personage                     | Acteur/actrice             |
| ----------------------------- | -------------------------- |
| Anja van Alphen               | Georgette Hagedoorn        |
| Politieagent Joris van Alphen | Arthur Boni                |
| Jacques le Blanc/Jaap de Wit  | Bernard Droog              |
| Jan Knars                     | Piet Hendriks              |
| Alfred Olie                   | Herman Kortekaas           |
| Wim Blik                      | Johan Sirag                |
| Joop Klein                    | Frans Kokshoorn            |
| Dekoe                         | Henk Rigters               |
| Vermaak                       | Ben Hulsman                |
| Knip                          | Jan Verhoeven              |
| Nora                          | Griete Van den Akker       |
| Trees                         | Lous Hensen                |
| Mona                          | Emmy Lopes Dias            |
| Greetje                       | Annie van den Vorstenbosch |
| Wiesje                        | Jeanne Verstraete          |
| Daisy                         | Daniëlla Mercelina         |
| Spion                         | Paul Meijer                |
| directrice                    | Marlies van Alcmaer        |
| Zuster Koosje                 | Manouk van der Meulen      |
| Adjudant                      | Edmond Classen             |
| Keukenhulp                    | Laus Steenbeeke            |

## Bijrollen
| Personage    | Acteur/actrice     |
| ------------ | ------------------ |
| verhuizer    | Bartho Braat       |
| Bankportier  | Niek Pancras       |
| bankbediende | Sjoerd Pleijsier   |
| burgemeester | Serge-Henri Valcke |

## Trivia
- Het bankkantoor dat in de serie wordt getoond is het voormalige Bondsspaarbank- en later SNS-kantoor aan de Utrechtseweg/Stadsring in Amersfoort.